# Tlahuelilpan
Tlahuelilpan è un comune del Messico, situato nello stato di Hidalgo.